# 세븐 시스터스 (대학)

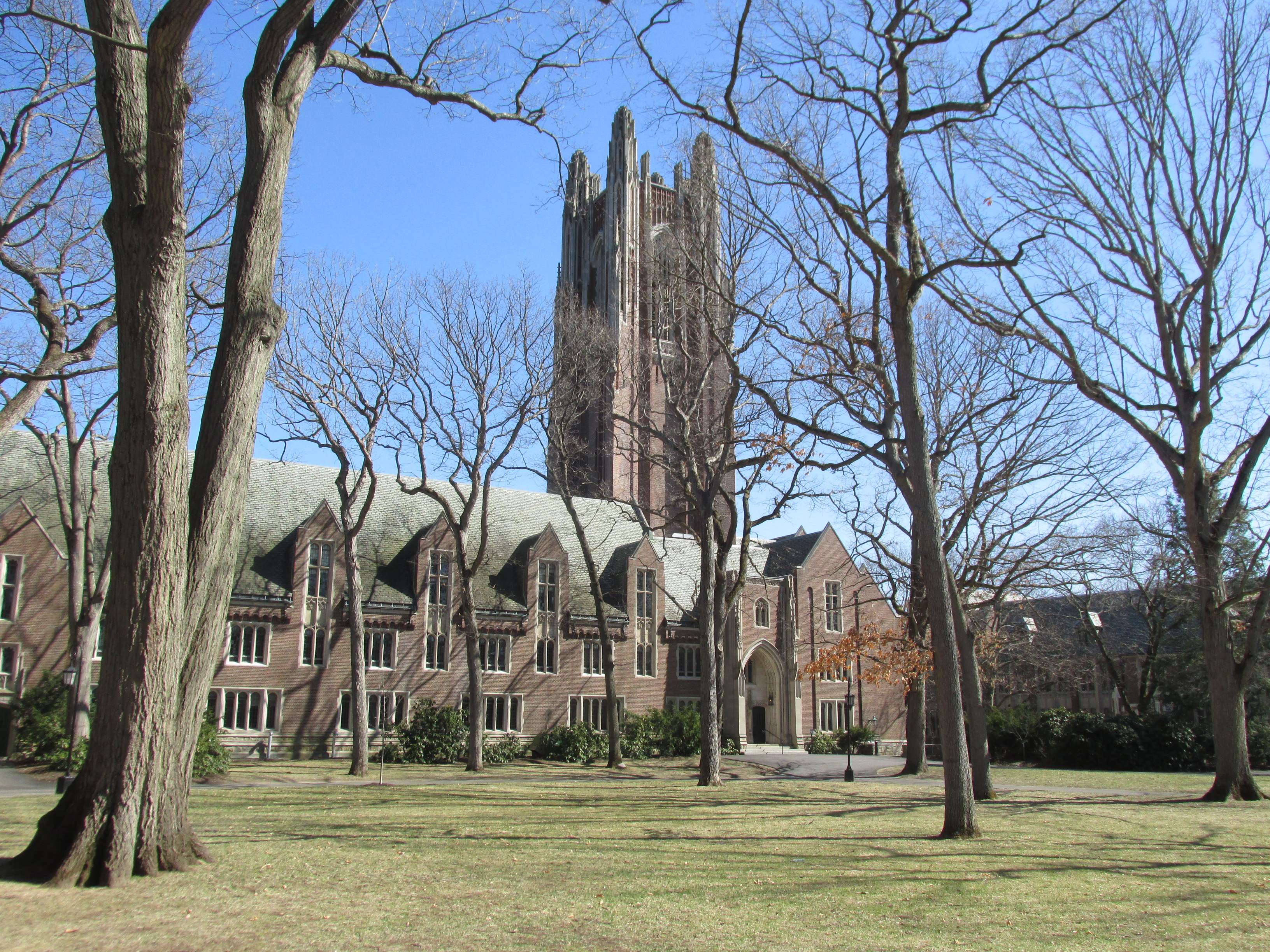
웰즐리 칼리지

세븐 시스터스(Seven Sisters)는 미국 북동부의 명문 여자대학 7개교의 총칭이다. 모두 리버럴 아츠 칼리지이다. 그중 현재까지도 여자대학인 곳은 바너드 칼리지(Barnard College), 브린마 칼리지(Bryn Mawr College), 마운트 홀리오크 칼리지(Mount Holyoke College), 스미스 칼리지(Smith College), 웰즐리 칼리지(Wellesley College) 등 5개교이다(영문 알파벳순).

## 유래
세븐 시스터스 대학은 19세기까지만 해도 대체로 남학교였던 아이비 리그(Ivy League) 대학에 대응되는 개념으로 수립된 여자대학 네트워크이다. 총 8개교인 아이비 리그 대학 중 1865년 개교 당시부터 남녀공학이었던 코넬 대학교(Cornell University)를 제외한 나머지 7개교는 모두 남학교로 출발하였다. 따라서 아이비 리그에 상응하는 리버럴 아츠 교육의 기회를 여성에게 대등하게 제공하고자 학문적 명문으로 간주되는 세븐 시스터스 대학들이 19세기에 연달아 설립되었다.
이후 이들 대학이 하나의 협의체 형태로 결성된 것은 1915년 배서(Vassar), 웰즐리(Wellesley), 스미스(Smith), 마운트 홀리오크(Mount Holyoke) 칼리지 총장들이 한자리에 모인 4개교 컨퍼런스(Four College Conference)에서 20세기 민주주의 사회에서 여성에 대한 고등교육의 기회 확대를 위해 머리를 맞댄 데서 그 연원을 찾을 수 있다. 이어서 1926년 래드클리프(Radcliffe), 바너드(Barnard), 브린마(Bryn Mawr) 칼리지가 합세하여 총 7개교 컨퍼런스(Seven College Conference)가 개최되어 공식적인 유대 관계를 가진 하나의 컨소시엄이 출범했다. 그때로부터 이들 대학은 여성 고등교육의 접근성과 품질 향상, 이를 위한 재원 조달 방안을 논의하기 위해 정기적인 교류·협력을 이어가게 되었다. 하버드 대학교(Harvard University)로 흡수·합병되어 연구소로 변모한 래드클리프 칼리지(Radcliffe College)를 제외한 나머지 6개교는 입학사정 기준, 학업 기준, 공동 목표 등에 대한 논의를 현재까지도 꾸준히 지속해 나가고 있다.

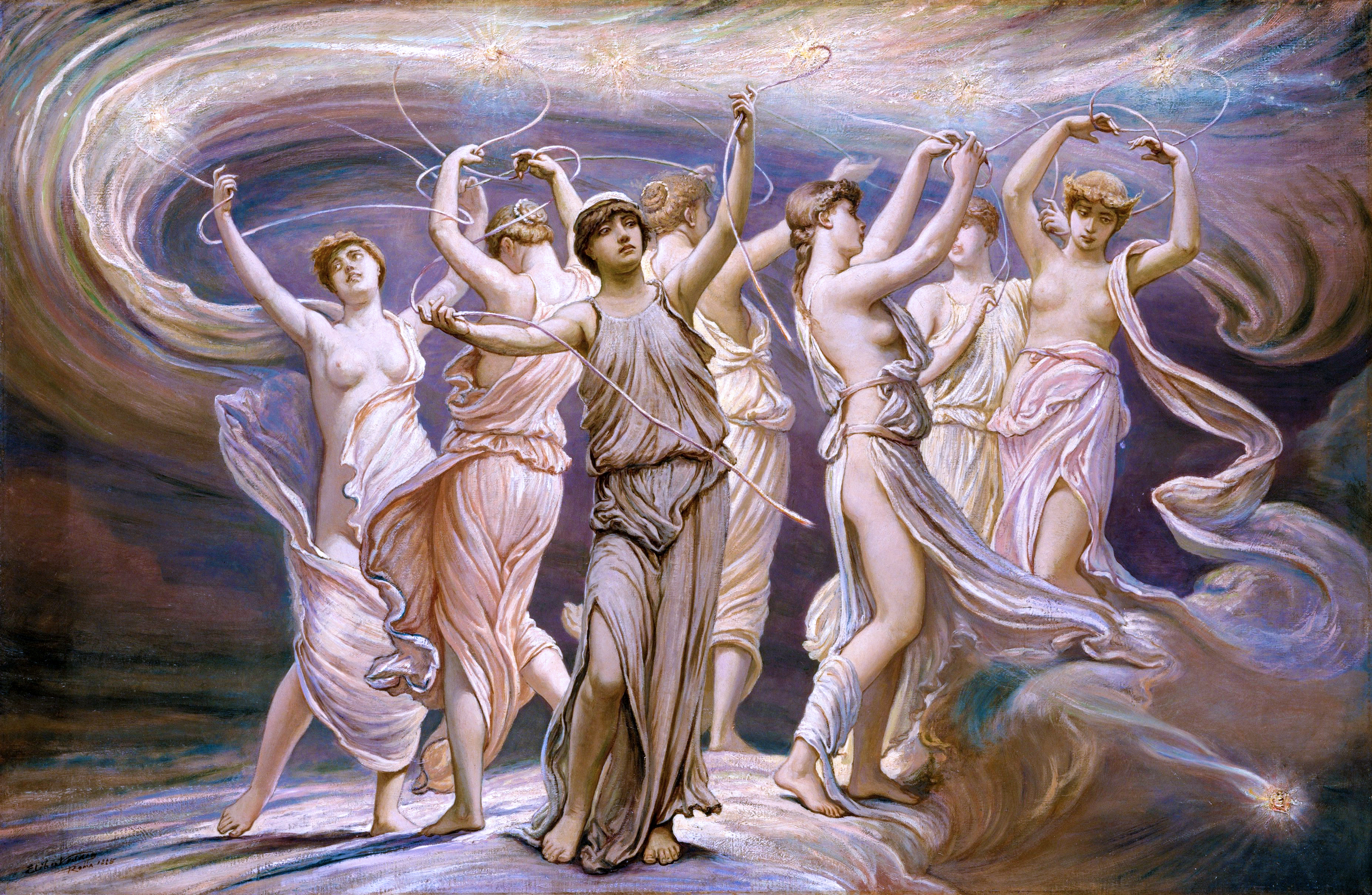
플레이아데스(엘리후 베더 作)

"세븐 시스터스"라는 명칭은 그리스 신화에서 티탄(Titan) 아틀라스(Atlas)와 님프(nymph) 플레이오네(Pleione) 사이에 태어난 딸들이자 이후 영원불멸의 별자리가 된 일곱 자매, 즉, 마이아(Maia), 엘렉트라(Electra), 타위게테(Taygete), 알키오네(Alcyone), 켈라이노(Celaeno), 스테로페(Sterope), 메로페(Merope)를 일컫는 "플레이아데스(Pleiades)"에서 비롯되었다.

## 위치
마운트 홀리오크 칼리지가 개교한 1837년부터 바너드 칼리지가 개교한 1889년 사이에 설립된 이들 7개 대학은 아이비 리그 대학과 마찬가지로 모두 미국 북동부 지역에 설립되었다. 그중 마운트 홀리오크, 스미스, 웰즐리, 래드클리프 칼리지 등 4개교는 매사추세츠주, 배서 및 바너드 칼리지 등 2개교는 뉴욕주, 브린마 칼리지는 펜실베이니아주에 있다. 
서부 매사추세츠주에서 상호 근거리에 위치한 마운트 홀리오크 칼리지와 스미스 칼리지는 근처의 애머스트 칼리지, 햄프셔 칼리지, 매사추세츠 대학교 애머스트 캠퍼스와 함께 그 일대의 5개 대학간 교류·협력체인 파이브 칼리지 컨소시엄(Five College Consortium)을 구성하는 일원이다. 학생들은 5개 대학 캠퍼스 간 무료 셔틀버스를 이용하여 강의 교차 수강, 도서관 장서 공유, 학생 식당 및 각종 시설 공유, 연합 클럽 및 스포츠 활동 등을 통해 보다 확장된 교육자원의 혜택을 풍부하게 활용할 수 있다.
같은 매사추세츠주 동부의 보스턴 인근에 위치한 웰즐리 칼리지는 지난 50여 년간 매사추세츠 공과대학교(MIT)와의 교차 수강 제도를 운영해 왔다. 최근에는 근처의 뱁슨 칼리지(Babson College), 브랜다이스 대학교(Brandeis University), 올린 공과대학교(Olin College of Engineering) 등과의 교차 수강도 가능하며, 이를 위한 셔틀 버스 노선도 운영 중이다.
한편, 펜실베이니아주의 상호 근거리에 위치한 브린마 칼리지와 해버퍼드 칼리지(Haverford College)는 역사적으로 긴밀한 관계를 유지해 왔으며 현재도 2개교 협력관계(Bi-College cooperation)를 통해 양쪽 학부생은 서로 상대방 대학의 모든 수업 과목을 수강할 수 있고 상대방 대학에서 제공하는 전공을 선택할 수도 있다. 근처의 스와스모어 칼리지(Swarthmore College)까지 가세한 3개교 컨소시엄(Tri-College Consortium)을 통해 3개 대학간 교차 수강도 가능하다. 또한 인근의 아이비 리그 대학인 펜실베이니아 대학교(University of Pennsylvania)까지 포괄하는 퀘이커 컨소시엄(Quaker Consortium)을 통해 유펜 강의를 학기당 최대 2개까지 수강할 수도 있다.

## 후속 역사
배서 칼리지는 예일 대학교(Yale University)의 합병 제의를 거절하고, 대신 1969년 남녀공학으로 전환하였다.
래드클리프 칼리지는 설립 당시부터 관계가 깊었던 하버드 대학교와 1969년 합병 절차를 개시하기로 공식 결정한 이후 1999년에 이르러 흡수 합병이 완료되어 현재는 "하버드 래드클리프 인스티튜트(Harvard Radcliffe Institute)"라는 이름의 부속 연구기관으로 기능하고 있다.
바너드 칼리지는 남학교였던 컬럼비아 대학교(Columbia University)가 1983년 남녀공학으로 전환되기 전까지는 같은 대학의 여자 리버럴 아츠 학부 대학으로 자리매김했으나, 그 이후부터는 컬럼비아 대학교와 연계되었으면서 독립된 여자대학으로 졸업생에게는 바너드 칼리지와 컬럼비아 대학교 두 총장이 서명한 졸업장이 수여된다.

## 연대기(설립 연도순)
| 대학                                           | 위치                                        | 현 기관 형태 | 개교 | 인가 | 대학 기금 (2021년, 미화 10억 달러) | 표어 |
| ---------------------------------------------- | ------------------------------------------- | --- | ---- | ---- | ---------------------------------- | --- |
| 마운트 홀리오크 칼리지 (Mount Holyoke College) | 매사추세츠주 사우스해들리(South Hadley, MA) | 사립 여자 리버럴 아츠 대학 | 1837 | 1888 | $1.07                              | That our daughters may be as corner stones, polished after the similitude of a palace — Psalms 144:12 ("우리 딸들은 궁전의 식양대로 아름답게 다듬은 모퉁이 돌과 같으며" 시편 144:12하) |
| 배서 칼리지 (Vassar College)                   | 뉴욕주 포킵시(Poughkeepsie, NY)             | 사립 남녀공학 리버럴 아츠 대학(1969년 이래) | 1865 | 1861 | $1.38                              | Purity and Wisdom (순결과 지혜) |
| 웰즐리 칼리지 (Wellesley College)              | 매사추세츠주 웰즐리(Wellesley, MA)          | 사립 여자 리버럴 아츠 대학 | 1875 | 1870 | $3.23                              | Not to be ministered unto, but to minister (마태복음 20장 28절: 섬김을 받으려 함이 아니라 도리어 섬기려 하노라)                                                                        |
| 스미스 칼리지 (Smith College)                  | 매사추세츠주 노샘프턴(Northamton, MA)       | 사립 여자 리버럴 아츠 대학 | 1875 | 1871 | $2.56                              | In Virtue, Knowledge (미덕을 통해 지식을 얻으리니) |
| 래드클리프 칼리지 (Radcliffe College)          | 매사추세츠주 캠브리지(Cambridge, MA)        | 하버드 대학교(Harvard University)에 흡수 합병; 인문학, 자연과학, 사회과학, 예술 분야를 포괄하는 학제간 연구기관인 하버드 래드클리프 인스티튜트(Harvard Radcliffe Institute)로 승계(1999년 이래) | 1879 | 1894 | (하버드 대학교 참조)               | Veritas (라틴어: 진리) |
| 브린마 칼리지 (Bryn Mawr College)              | 펜실베이니아주 브린마(Bryn Mawr, PA)        | 사립 여자 리버럴 아츠 대학 | 1885 | 1885 | $1.18                              | Veritatem Dilexi (라틴어: I Delight in the Truth; 나는 진리를 기뻐한다) |
| 바너드 칼리지 (Barnard College)                | 뉴욕 맨해튼(Manhattan, NYC)                 | 컬럼비아 대학교(Columbia University)와 연계되었으나 독립된 사립 여자 리버럴 아츠 대학 | 1889 | 1889 | $0.46                              | Hepomene toi logismoi (그리스어: 이성의 길을 따라) |

## 갤러리
영어 알파벳순:

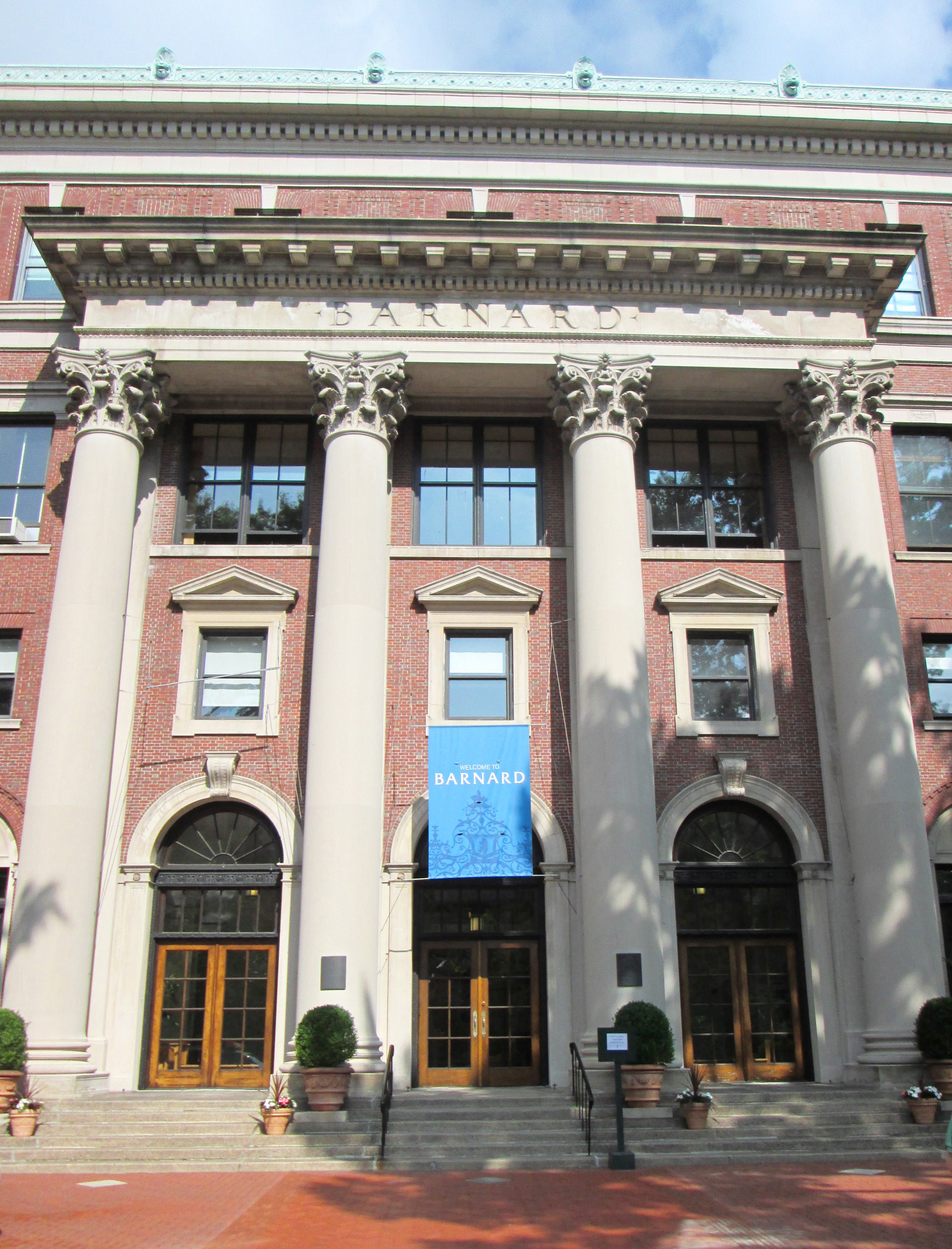
바너드 칼리지 (Barnard College)
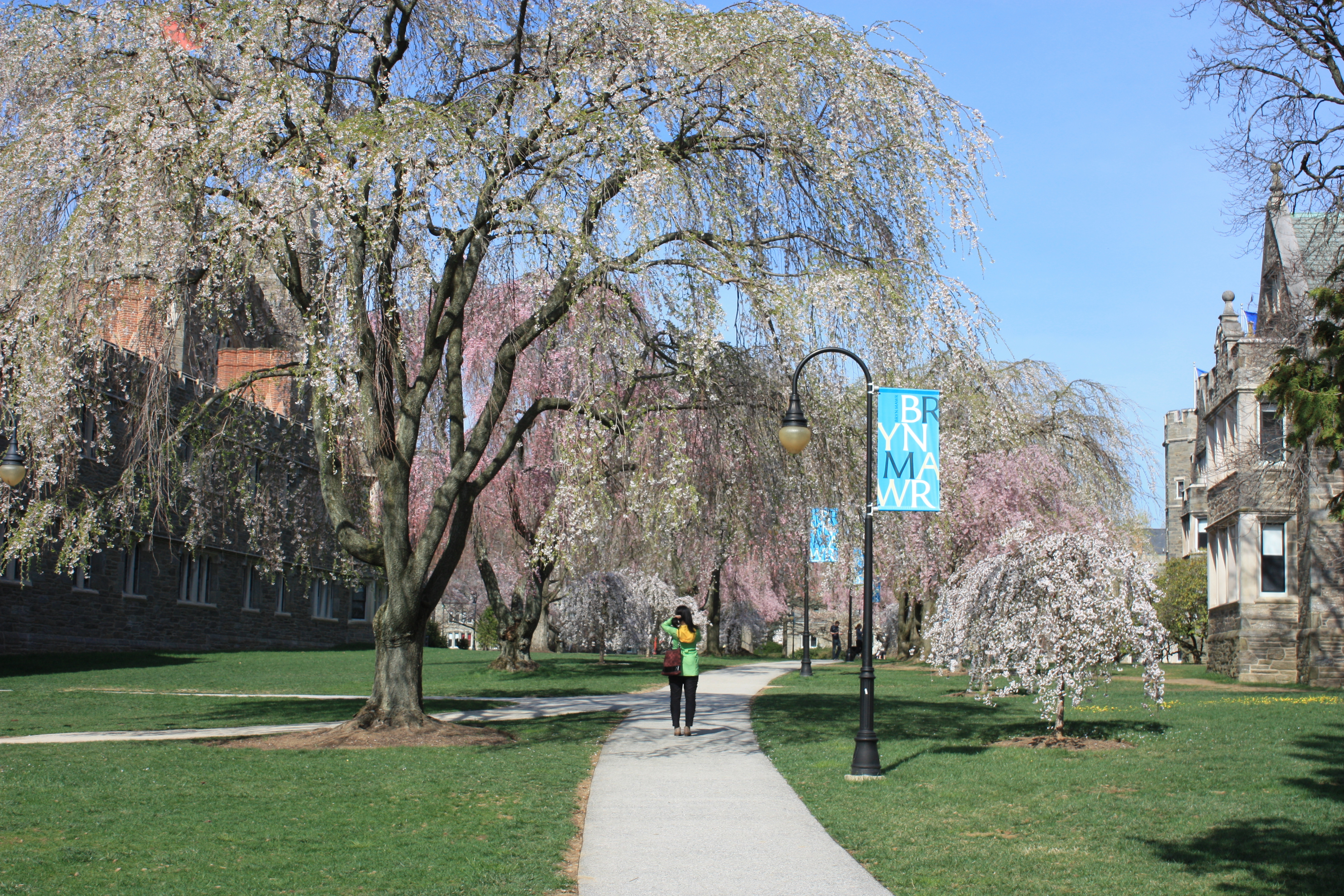
브린마 칼리지 (Bryn Mawr College)
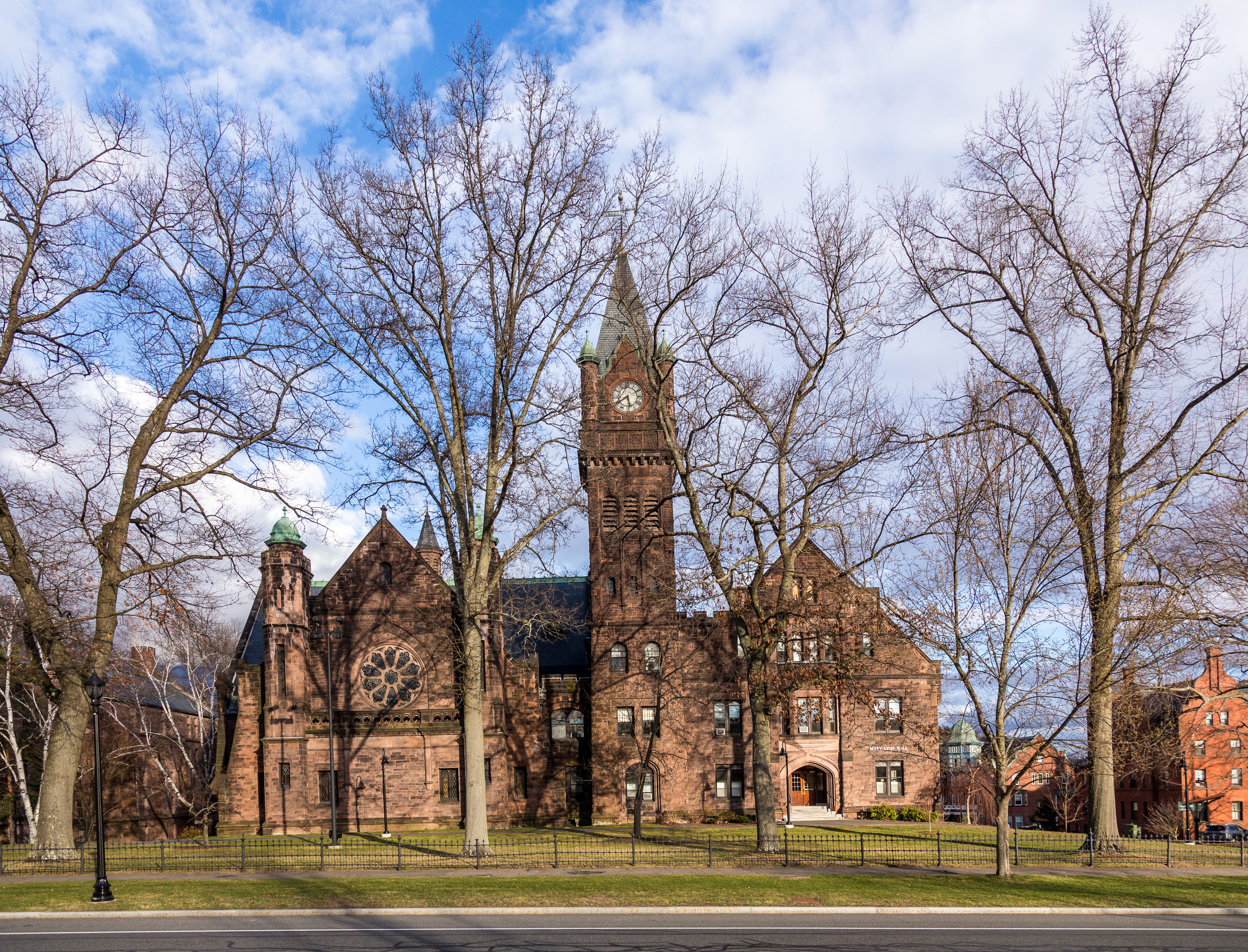
마운트 홀리오크 칼리지 (Mount Holyoke College)
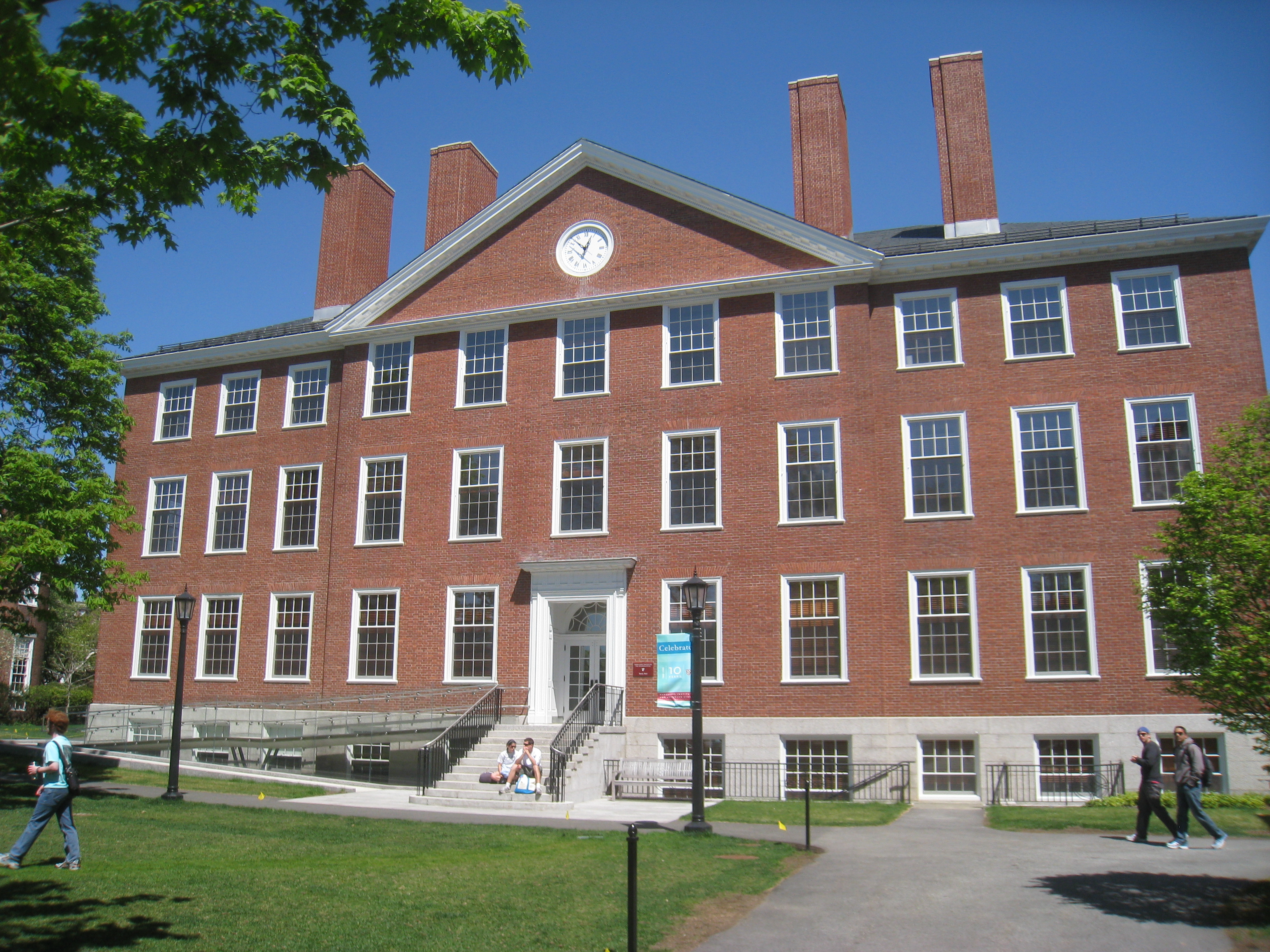
래드클리프 칼리지 (Radcliffe College)
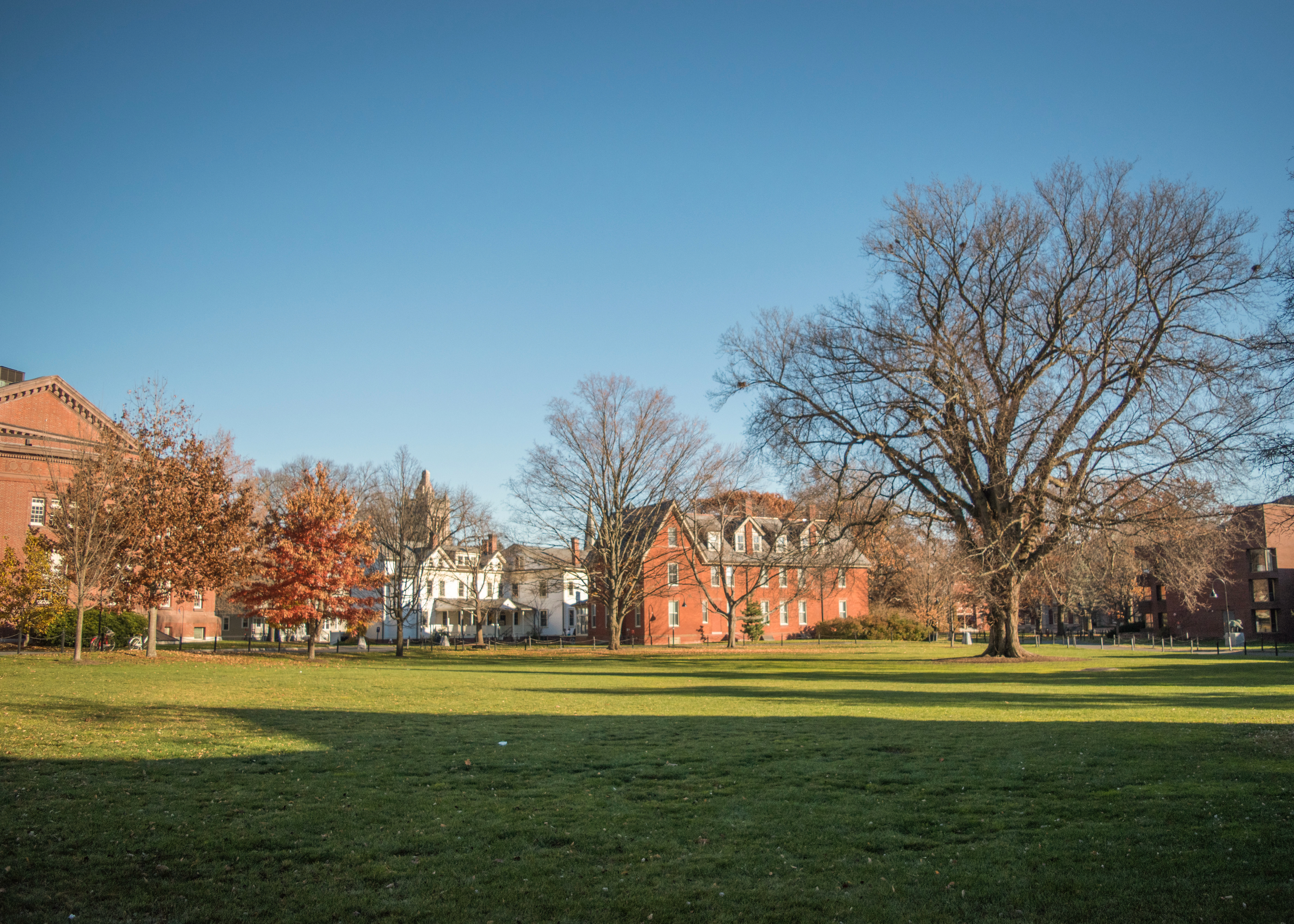
스미스 칼리지 (Smith College)
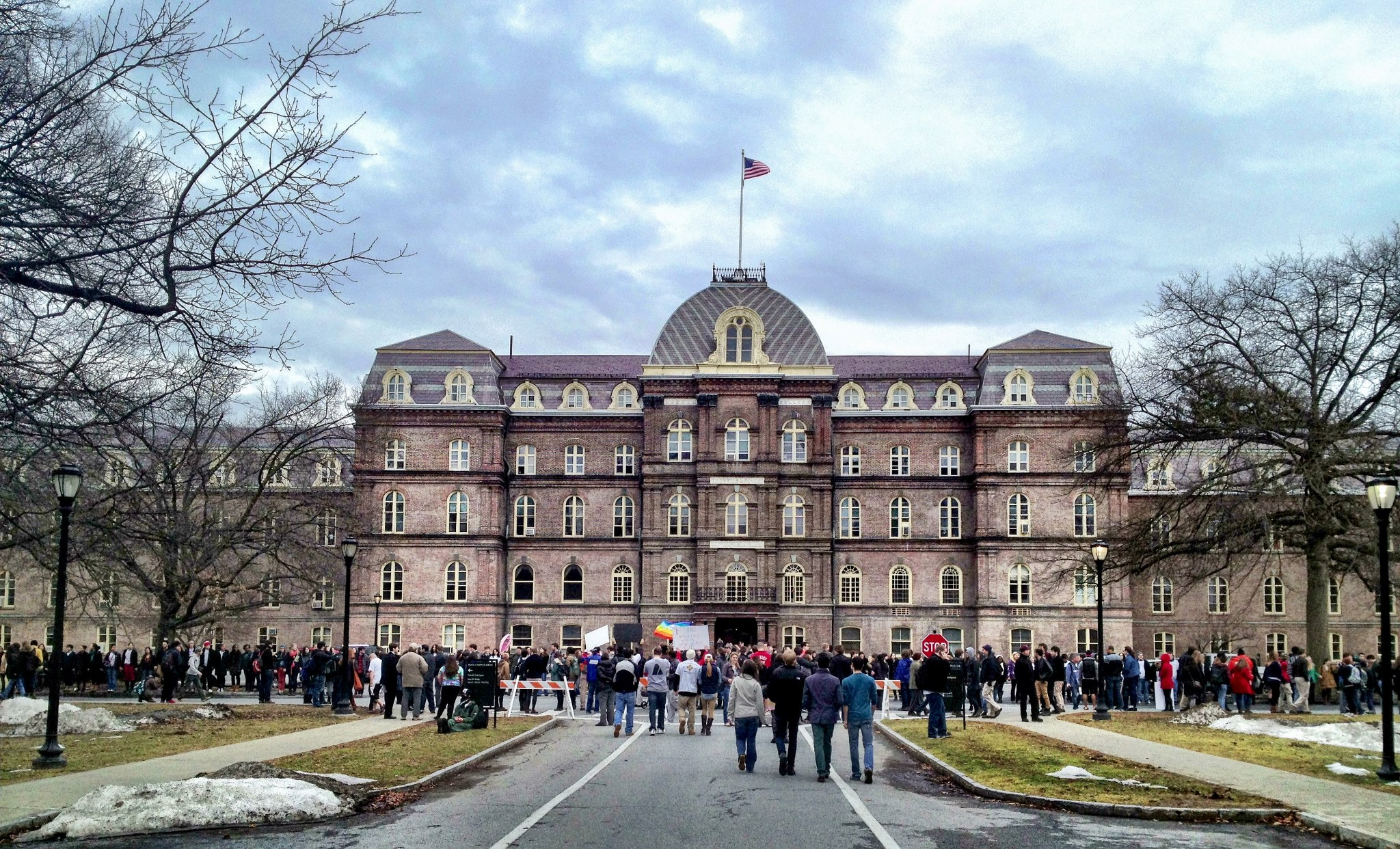
배서 칼리지 (Vassar College)
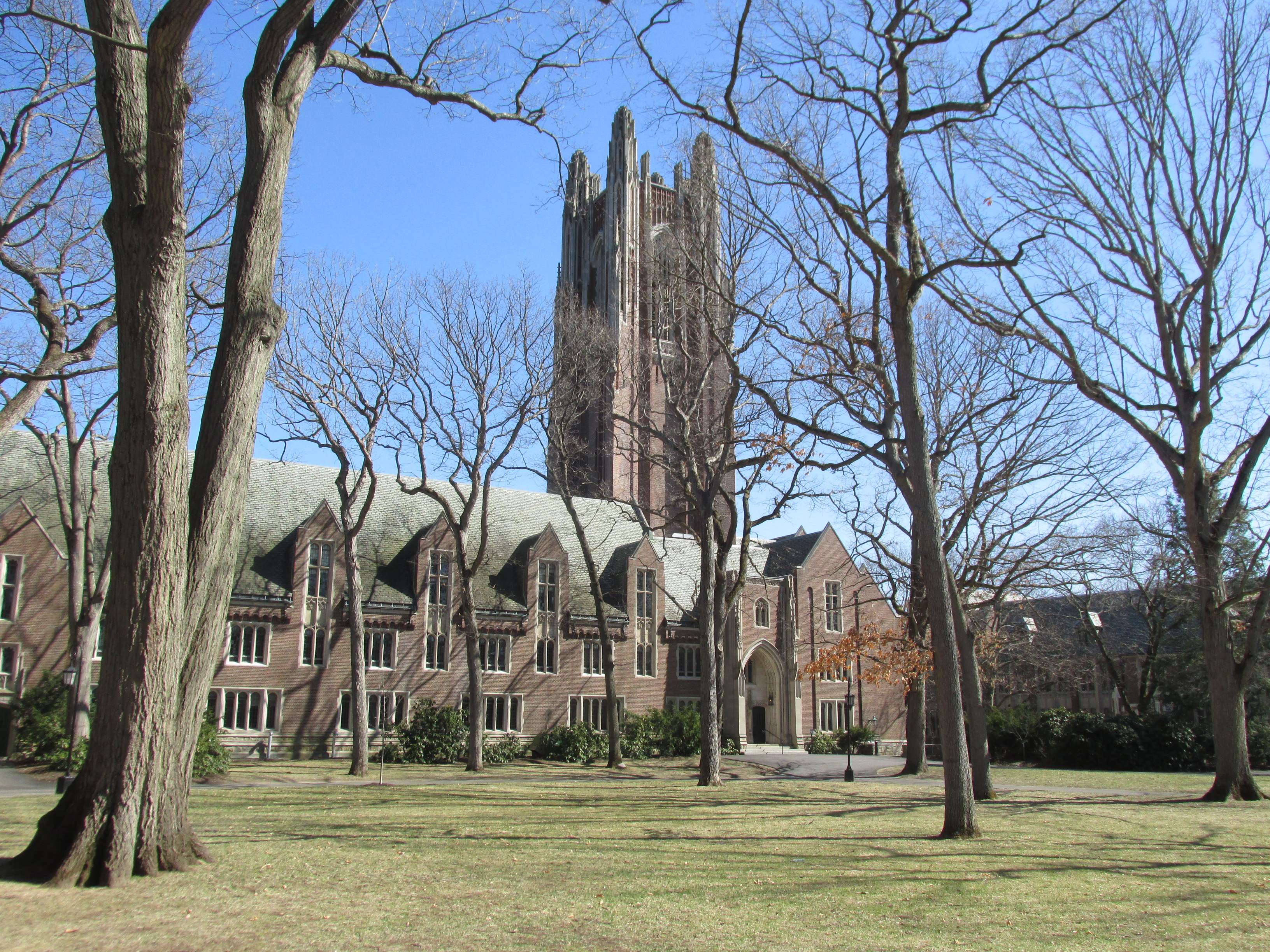
웰즐리 칼리지 (Wellesley College)